# MOLLE
MOLLE (M.O.L.L.E., /ˈmɒl.liː/, произн. Мо́лли — аббревиатура от англ. Modular Lightweight Load-carrying Equipment, досл.: «Модульное облегчённое (легковесное) разгрузочное снаряжение») — носимая система крепления снаряжения, принятая в армии США.
Она используется в текущем поколении носимого оборудования и рюкзаков в ряде Вооруженных сил НАТО, особенно в британской армии и армии США. Этот способ крепления уже стал де факто стандартом для модульного тактического снаряжения, заменив систему ALICE (которая до сих пор часто используется в полиции). Производится для правительства Соединенных Штатов по контракту на нескольких производствах, таких как Ehmke Manufacturing, High Ground Gear и Eagle Industries. Эта система также используется в гражданской одежде, многие тактические бренды выпускают снаряжение с MOLLE.

## Типы
Разработано три основных типа MOLLE-креплений:
- «Natick Snap» — нейлоновая стропа попеременно пропускается через ячейки на подсумке или жилете, затем застёгивается на кнопку.
- «Malice» — полимерная клипса, пропускается через ячейки на подсумке или жилете, однако крепление не имеет кнопки. Жёстко застёгивается устройством, которое можно открыть только при помощи отвертки.
- «Weave & Tuck» — нейлоновая стропа попеременно пропускается через ячейки на подсумке или жилете, при этом конец стропы после закрепления просто убирается под подкладку подсумка.

### Комментарии
1. ↑  как женское имя Молли